# Bilacunaria boissieri
Bilacunaria boissieri är en flockblommig växtart som först beskrevs av Georges François Reuter, Heinrich Carl Haussknecht och Pierre Edmond Boissier, och fick sitt nu gällande namn av Pimenov och Vadim Nikolaevich Tikhomirov. Bilacunaria boissieri ingår i släktet Bilacunaria och familjen flockblommiga växter. Inga underarter finns listade i Catalogue of Life.